# Bradipsiquia
La bradipsiquia es un síntoma neurológico caracterizado por la lentitud psíquica, mental o del pensamiento.
Etimológicamente procede del griego: βραδέως (lento) y ψυχή (mente, alma).

## Etiología
Es un síntoma común en enfermedades del sistema nervioso central como la enfermedad de Alzheimer, incluso con el envejecimiento y también con el abuso de sustancias psicotrópicas, estupefacientes y/o el consumo de alcohol crónico por un tiempo prolongado.